# Ultrix
ULTRIX (auch Digital Unix) ist eine Unix-Variante für die VAX- sowie die DECstation- und DECsystem-Rechnerfamilien von Digital Equipment Corporation (DEC), die erstmals im Jahr 1982 veröffentlicht wurde. 

## Geschichte

### ULTRIX-32
Zu Anfang des Jahres 1984 kündigte DEC das neue ULTRIX-32 für die VAX an. Diese im Juni erschienene Version basierte auf 4.2BSD, wurde jedoch später um Funktionen von 4.3BSD und Unix System V Release 2 ergänzt.
Ab 1986 wurde vom ULTRIX-32 Operating System Version 1.2 auch die neue VAX 8650 und die Workstation VAXstation II unterstützt.

### ULTRIX-11
Die erste Version dieses Produktes hieß noch V7M-11 V1.0, welches auf UNIX 7th Edition basierte. 1984 wurde dann die neue Version als 
ULTRIX-11 V2.0 für die Rechner der Micro/PDP11- und PDP-11-Serie eingeführt. 1986 folgte dann Version 3.0.

### ULTRIX für RISC
Die letzte Version von Ultrix war die Version 4.5 für DECstation und DECsystem vom November 1995.

## Funktionen
Ultrix unterstützte sowohl TCP/IP als auch DECnet und beherrschte neben SMTP auch Mail-11.
Ursprünglich wurde für die VAXstations unter Ultrix-32 die Desktopumgebung Ultrix Workstation Software (UWS) basierend auf dem X Window System verwendet. Mit der Verbreitung von X Version 11 (X11) wurde die DECwindows-Umgebung eingeführt, welche auch Grundlage für die Gestaltung des späteren Motif der OSF war.